# 顺天 (史思明)
顺天（759年四月-761年三月）是唐朝安史之亂时史思明的年号，共计3年。

## 纪年
| 顺天 | 元年  | 二年  | 三年  |
| 公元 | 759年 | 760年 | 761年 |
| 干支 | 己亥  | 庚子  | 辛丑  |

## 同期存在的其他政权年号
- 中國
  - 乾元（758年二月—760年閏四月）：唐肅宗的年号
  - 上元（760年閏四月—761年九月）：唐肅宗的年号
  - 大興（738年—794年）：渤海文王大欽茂之年號
  - 贊普鍾（752年—768年）：南詔領袖閣羅鳳之年號
- 日本
  - 天平寳字（757年八月十八日—765年一月七日）：奈良時代孝謙天皇、淳仁天皇、稱德天皇之年號

## 參看
- 中國年號索引
- 其他时期使用的顺天年号